# Autoroute A 41
Die französische Autoroute A 41, auch als L'Alpine bezeichnet, ist eine vierspurige (2 × 2 Spuren) Autobahn, die die Region Grenoble an die A 40 bei Saint-Julien-en-Genevois anschließt. Sie ist in zwei Teile (Nord und Sud) geteilt, die durch die N 201 verbunden sind. Der Südteil geht direkt in die N 201 über, der Nordteil ist über die Abfahrt Chambéry-Nord an die N 201 angeschlossen. Dort geht die A 41 auf geradem Wege in die A 43 über. Sie hat eine Gesamtlänge von 112 km.

## Streckenführung
Die A 41 durchquert drei Départements und bindet folgende Regionen an das überregionale Straßennetz an:

### Isère
- Grenoble
- Crolles
- Le Touvet
- Pontcharra

### Savoie
- Chambéry
- Aix-les-Bains

### Haute-Savoie
- Annecy
- La Roche-sur-Foron